# Yge Visser
Yge Visser (né le 29 juillet 1963 à Sneek, Pays-Bas) est un joueur d'échecs néerlandais, grand maître international depuis 2006.
En 2004, il a partagé les places 1 à 4 avec Youriï Kouzoubov, Friso Nijboer et John van der Wiel à Groningue.
Il est inactif dans les compétitions depuis 2011.